# Lệnh ở nhà
Lệnh ở nhà là một lệnh từ cơ quan có thẩm quyền nhằm hạn chế sự di chuyển của dân số như là một chiến lược kiểm dịch để ngăn chặn hoặc giảm nhẹ dịch bệnh bằng cách ra lệnh cho cư dân ở nhà trừ những nhiệm vụ thiết yếu hoặc đi làm trong các doanh nghiệp thiết yếu. Nó khác một chút so với các lệnh ở yên tại chỗ, phong tỏa và tương tự như lệnh giới nghiêm.

## Thuật ngữ
Thuật ngữ phong tỏa được sử dụng bởi các phương tiện truyền thông và Tổ chức Y tế Thế giới (WHO) để mô tả hành động được thực hiện vào tháng 1 năm 2020 của chính phủ Trung Quốc nhằm hạn chế các phong trào của người dân nhằm kiểm soát sự bùng phát của Đại dịch coronavirus 2019 (COVID-19) trong Vũ Hán. Khi nhà chức trách Ý áp đặt một lệnh kiểm dịch nghiêm ngặt ở phía bắc của đất nước, các phương tiện truyền thông cũng sử dụng thuật ngữ khóa, cũng được sử dụng cho các trường hợp Tây Ban Nha và Pháp.
Khi chính quyền ở Khu vực Vịnh San Francisco ban hành lệnh vào tháng 3 năm 2020 cho cư dân ở nhà để kiểm soát sự bùng phát của COVID-19, họ đã gọi đó là lệnh ở yên tại chỗ. Mọi người không quen thuộc với nó vì thuật ngữ trú ẩn tại chỗ đã được sử dụng trong các tình huống khẩn cấp khác như một vụ xả súng đang diễn ra, cảnh sát sẽ yêu cầu người dân tìm một nơi an toàn để ẩn nấp trong cùng một tòa nhà cho đến khi tình huống được giải quyết.
Khi thống đốc Gavin Newsom Thay vào đó, công bố đơn lệnh cho toàn tiểu bang California sẽ thay thế đơn lệnh của Vùng vịnh San Francisco, thay vào đó, ông sử dụng thuật ngữ lệnh ở nhà nhà . Các tiểu bang khác của Hoa Kỳ bắt đầu sử dụng thuật ngữ mới khi họ tuyên bố lệnh toàn tiểu bang.
Thị trưởng Lori Lightfoot của Chicago đã đưa ra một nhận xét về lệnh ở nhà của Illinois bằng cách cố gắng phân biệt nó với việc khóa máy vì không có thiết quân luật liên quan. Một cách riêng biệt, Thống đốc Andrew Cuomo của New York đã chỉ trích bất cứ ai sử dụng thuật ngữ ở yên tại chỗ cho lệnh ở nhà của mình vì nó sẽ gây ra sự hoảng loạn do liên quan đến các tình huống xả súng đang diễn ra hoặc các cuộc chiến tranh hạt nhân